# Coupe du monde de football des moins de 16 ans 1985
Navigation
Canada 1987
La coupe du monde de football des moins de 16 ans 1985 est la première édition de la coupe du monde de football des moins de 17 ans. La phase finale se déroule en Chine du 31 juillet au 11 août 1985. Seuls les joueurs nés après le 1er août 1968 peuvent participer au tournoi.

## Pays qualifiés
- Chine Pays organisateur

AFC : Coupe d'Asie des nations de football des moins de 16 ans 1985
- Arabie saoudite - Vainqueur
- Qatar - Finaliste

UEFA : Championnat d'Europe de football des moins de 17 ans
- Italie - Vainqueur en 1982
- Allemagne de l'Ouest - Vainqueur en 1984
- Hongrie Équipe invitée

CONMEBOL : Championnat des moins de 17 ans de la CONMEBOL 1985
- Argentine - Vainqueur
- Brésil - Finaliste
- Bolivie Équipe invitée

CONCACAF : Championnat d'Amérique du Nord, centrale et Caraïbe de football des moins de 17 ans
- États-Unis - Vainqueur en 1983
- Mexique - Vainqueur en 1985
- Costa Rica - Finaliste en 1985

CAF : Tournoi qualificatif de la CAF des moins de 16 ans 1985
- Guinée
- Congo
- Nigeria

OFC : Championnat d'Océanie de football des moins de 17 ans 1983
- Australie - Vainqueur

## Phase finale
Règlement sur le temps de jeu
Dans cette catégorie d'âge, les joueurs disputent deux mi-temps de 40 minutes chacune, et éventuellement une prolongation de deux périodes de 10 minutes chacune, soit un temps règlementaire de 80 minutes, et un total après prolongation éventuelle de 100 minutes.

### Premier tour

#### Groupe A
| Classement final : |            |     |   |   |   |   |    |    |      |
|                    | Équipe     | Pts | J | G | N | P | BP | BC | Diff |
| 1                  | Chine      | 5   | 3 | 2 | 1 | 0 | 6  | 3  | +3   |
| 2                  | Guinée     | 4   | 3 | 2 | 0 | 1 | 5  | 2  | +3   |
| 3                  | États-Unis | 2   | 3 | 1 | 0 | 2 | 3  | 5  | -2   |
| 4                  | Bolivie    | 1   | 3 | 0 | 1 | 2 | 2  | 6  | -4   |

| 31 juillet | Chine      | 1 | 1 | Bolivie    |
|            | Guinée     | 1 | 0 | États-Unis |
| 2 août     | Chine      | 2 | 1 | Guinée     |
|            | États-Unis | 2 | 1 | Bolivie    |
| 4 août     | Chine      | 3 | 1 | États-Unis |
|            | Guinée     | 3 | 0 | Bolivie    |

1re journée
| 31 juillet 1985 | Chine                | 1 - 1 | Bolivie           | Stade des ouvriers, Pékin                    |                                              |
| 19:00           | Xie Yuxin 28e (pen.) |       | Erwin Sánchez 13e | Spectateurs : 80 000 Arbitrage : Miklos Nagy | Spectateurs : 80 000 Arbitrage : Miklos Nagy |
| 19:00           | Rapport              |       |                   | Spectateurs : 80 000 Arbitrage : Miklos Nagy | Spectateurs : 80 000 Arbitrage : Miklos Nagy |

| 31 juillet 1985 | Guinée    | 1 - 0 | États-Unis | Stade des ouvriers, Pékin                         |                                                   |
| 20:45           | Koita 68e |       |            | Spectateurs : 80 000 Arbitrage : Fallaj Al Shanar | Spectateurs : 80 000 Arbitrage : Fallaj Al Shanar |
| 20:45           | Rapport   |       |            | Spectateurs : 80 000 Arbitrage : Fallaj Al Shanar | Spectateurs : 80 000 Arbitrage : Fallaj Al Shanar |

2e journée
| 2 août 1985 | Chine                                 | 2 - 1 | Guinée    | Stade des ouvriers, Pékin                              |                                                        |
| 19:00       | Xie Yuxin 18e (pen.) · Guo Zhuang 27e |       | Sylla 42e | Spectateurs : 40 000 Arbitrage : Carlos Alfaro Venegas | Spectateurs : 40 000 Arbitrage : Carlos Alfaro Venegas |
| 19:00       | Rapport                               |       |           | Spectateurs : 40 000 Arbitrage : Carlos Alfaro Venegas | Spectateurs : 40 000 Arbitrage : Carlos Alfaro Venegas |

| 2 août 1985 | États-Unis              | 2 - 1 | Bolivie        | Stade des ouvriers, Pékin                          |                                                    |
| 20:45       | McPhail 51e · Pride 64e |       | Etcheverry 31e | Spectateurs : 40 000 Arbitrage : Alhati Salahudeen | Spectateurs : 40 000 Arbitrage : Alhati Salahudeen |
| 20:45       | Rapport                 |       |                | Spectateurs : 40 000 Arbitrage : Alhati Salahudeen | Spectateurs : 40 000 Arbitrage : Alhati Salahudeen |

3e journée
| 4 août 1985 | Chine                                             | 3 - 1 | États-Unis | Stade des ouvriers, Pékin                        |                                                  |
| 19:00       | Cao Xiandong 20e · Guo Zhuang 22e · Sun Bowei 25e |       | Pride 75e  | Spectateurs : 60 000 Arbitrage : Carlos Esposito | Spectateurs : 60 000 Arbitrage : Carlos Esposito |
| 19:00       | Rapport                                           |       |            | Spectateurs : 60 000 Arbitrage : Carlos Esposito | Spectateurs : 60 000 Arbitrage : Carlos Esposito |

| 4 août 1985 | Guinée                             | 3 - 0 | Bolivie | Stade des ouvriers, Pékin                    |                                              |
| 20:45       | Soumah 32e · Touré 37e · Koita 55e |       |         | Spectateurs : 60 000 Arbitrage : Miklos Nagy | Spectateurs : 60 000 Arbitrage : Miklos Nagy |
| 20:45       | Rapport                            |       |         | Spectateurs : 60 000 Arbitrage : Miklos Nagy | Spectateurs : 60 000 Arbitrage : Miklos Nagy |

#### Groupe B
| Classement final : |                      |     |   |   |   |   |    |    |      |
|                    | Équipe               | Pts | J | G | N | P | BP | BC | Diff |
| 1                  | Australie            | 6   | 3 | 3 | 0 | 0 | 4  | 1  | +3   |
| 2                  | Allemagne de l'Ouest | 3   | 3 | 1 | 1 | 1 | 5  | 3  | +2   |
| 3                  | Argentine            | 3   | 3 | 1 | 1 | 1 | 5  | 4  | +1   |
| 4                  | Congo                | 0   | 3 | 0 | 0 | 3 | 4  | 10 | -6   |

| 31 juillet | Australie            | 1 | 0 | Argentine            |
|            | Allemagne de l'Ouest | 4 | 1 | Congo                |
| 2 août     | Australie            | 2 | 1 | Congo                |
|            | Allemagne de l'Ouest | 1 | 1 | Argentine            |
| 4 août     | Australie            | 1 | 0 | Allemagne de l'Ouest |
|            | Argentine            | 4 | 2 | Congo                |

1re journée
| 31 juillet 1985 | Australie | 1 - 0 | Argentine | Tianjin                                              |                                                      |
| 19:00           | Naven 28e |       |           | Spectateurs : 20 000 Arbitrage : Joaquin Urrea Reyes | Spectateurs : 20 000 Arbitrage : Joaquin Urrea Reyes |
| 19:00           | Rapport   |       |           | Spectateurs : 20 000 Arbitrage : Joaquin Urrea Reyes | Spectateurs : 20 000 Arbitrage : Joaquin Urrea Reyes |

| 31 juillet 1985 | Allemagne de l'Ouest                          | 4 - 1 | Congo     | Tianjin                                        |                                                |
| 20:45           | Mirwald 21e · Witeczek 38e 65e · Dammeier 56e |       | Kakou 73e | Spectateurs : 20 000 Arbitrage : Chen Shengcai | Spectateurs : 20 000 Arbitrage : Chen Shengcai |
| 20:45           | Rapport                                       |       |           | Spectateurs : 20 000 Arbitrage : Chen Shengcai | Spectateurs : 20 000 Arbitrage : Chen Shengcai |

2e journée
| 2 août 1985 | Australie                 | 2 - 1 | Congo     | Tianjin                                                    |                                                            |
| 19:00       | Trimboli 19e · Thodis 42e |       | Kakou 76e | Spectateurs : 20 000 Arbitrage : Hassan Abdullah Al Mullah | Spectateurs : 20 000 Arbitrage : Hassan Abdullah Al Mullah |
| 19:00       | Rapport                   |       |           | Spectateurs : 20 000 Arbitrage : Hassan Abdullah Al Mullah | Spectateurs : 20 000 Arbitrage : Hassan Abdullah Al Mullah |

| 2 août 1985 | Allemagne de l'Ouest | 1 - 1 | Argentine   | Tianjin                                        |                                                |
| 20:45       | Gabriel 15e          |       | Cáceres 16e | Spectateurs : 20 000 Arbitrage : Claudio Pieri | Spectateurs : 20 000 Arbitrage : Claudio Pieri |
| 20:45       | Rapport              |       |             | Spectateurs : 20 000 Arbitrage : Claudio Pieri | Spectateurs : 20 000 Arbitrage : Claudio Pieri |

3e journée
| 4 août 1985 | Australie    | 1 - 0 | Allemagne de l'Ouest | Tianjin                                       |                                               |
| 19:00       | Trimboli 12e |       |                      | Spectateurs : 20 000 Arbitrage : Karim Camara | Spectateurs : 20 000 Arbitrage : Karim Camara |
| 19:00       | Rapport      |       |                      | Spectateurs : 20 000 Arbitrage : Karim Camara | Spectateurs : 20 000 Arbitrage : Karim Camara |

| 4 août 1985 | Argentine                                      | 4 - 2 | Congo                          | Tianjin                                              |                                                      |
| 20:45       | Maradona 23e 24e · Rodriguez 38e · Alvarez 63e |       | Salles 46e · Mantot 60e (pen.) | Spectateurs : 20 000 Arbitrage : Joaquin Urrea Reyes | Spectateurs : 20 000 Arbitrage : Joaquin Urrea Reyes |
| 20:45       | Rapport                                        |       |                                | Spectateurs : 20 000 Arbitrage : Joaquin Urrea Reyes | Spectateurs : 20 000 Arbitrage : Joaquin Urrea Reyes |

#### Groupe C
| Classement final : |                 |     |   |   |   |   |    |    |      |
|                    | Équipe          | Pts | J | G | N | P | BP | BC | Diff |
| 1                  | Arabie saoudite | 5   | 3 | 2 | 1 | 0 | 7  | 2  | +5   |
| 2                  | Nigeria         | 5   | 3 | 2 | 1 | 0 | 4  | 0  | +4   |
| 3                  | Italie          | 2   | 3 | 1 | 0 | 2 | 3  | 4  | -1   |
| 4                  | Costa Rica      | 0   | 3 | 0 | 0 | 3 | 1  | 9  | -8   |

| 31 juillet | Arabie saoudite | 4 | 1 | Costa Rica |
|            | Nigeria         | 1 | 0 | Italie     |
| 2 août     | Arabie saoudite | 0 | 0 | Nigeria    |
|            | Italie          | 2 | 0 | Costa Rica |
| 4 août     | Arabie saoudite | 3 | 1 | Italie     |
|            | Nigeria         | 3 | 0 | Costa Rica |

1re journée
| 31 juillet 1985 | Arabie saoudite                                               | 4 - 1 | Costa Rica  | Dalian                                                |                                                       |
| 19:00           | Al Dosary 25e · Al Suraiti 63e · Al Razgan 66e · Al Fahad 68e |       | Medford 12e | Spectateurs : 35 000 Arbitrage : Arnaldo Cézar Coelho | Spectateurs : 35 000 Arbitrage : Arnaldo Cézar Coelho |
| 19:00           | Rapport                                                       |       |             | Spectateurs : 35 000 Arbitrage : Arnaldo Cézar Coelho | Spectateurs : 35 000 Arbitrage : Arnaldo Cézar Coelho |

| 31 juillet 1985 | Nigeria   | 1 - 0 | Italie | Dalian                                          |                                                 |
| 20:45           | Momoh 67e |       |        | Spectateurs : 35 000 Arbitrage : Angelo Bratsis | Spectateurs : 35 000 Arbitrage : Angelo Bratsis |
| 20:45           | Rapport   |       |        | Spectateurs : 35 000 Arbitrage : Angelo Bratsis | Spectateurs : 35 000 Arbitrage : Angelo Bratsis |

2e journée
| 2 août 1985 | Arabie saoudite | 0 - 0 | Nigeria | Dalian                                          |                                                 |
| 19:00       |                 |       |         | Spectateurs : 36 000 Arbitrage : Angelo Bratsis | Spectateurs : 36 000 Arbitrage : Angelo Bratsis |
| 19:00       | Rapport         |       |         | Spectateurs : 36 000 Arbitrage : Angelo Bratsis | Spectateurs : 36 000 Arbitrage : Angelo Bratsis |

| 2 août 1985 | Costa Rica | 0 - 2 | Italie                       | Dalian                                           |                                                  |
| 20:45       |            |       | Caverzan 17e · Bresciani 46e | Spectateurs : 30 000 Arbitrage : Simon Bantsimba | Spectateurs : 30 000 Arbitrage : Simon Bantsimba |
| 20:45       | Rapport    |       |                              | Spectateurs : 30 000 Arbitrage : Simon Bantsimba | Spectateurs : 30 000 Arbitrage : Simon Bantsimba |

3e journée
| 4 août 1985 | Arabie saoudite                          | 3 - 1 | Italie        | Dalian                                                |                                                       |
| 19:00       | Al Boushal 4e 61e · Al Razgan 78e (pen.) |       | Bresciani 37e | Spectateurs : 30 000 Arbitrage : Arnaldo Cézar Coelho | Spectateurs : 30 000 Arbitrage : Arnaldo Cézar Coelho |
| 19:00       | Rapport                                  |       |               | Spectateurs : 30 000 Arbitrage : Arnaldo Cézar Coelho | Spectateurs : 30 000 Arbitrage : Arnaldo Cézar Coelho |

| 4 août 1985 | Costa Rica | 0 - 3 | Nigeria                                  | Dalian                                        |                                               |
| 20:45       |            |       | Igbinoba 62e · Momoh 70e · Babatunde 72e | Spectateurs : 30 000 Arbitrage : Zhang Daqiao | Spectateurs : 30 000 Arbitrage : Zhang Daqiao |
| 20:45       | Rapport    |       |                                          | Spectateurs : 30 000 Arbitrage : Zhang Daqiao | Spectateurs : 30 000 Arbitrage : Zhang Daqiao |

#### Groupe D
| Classement final : |         |     |   |   |   |   |    |    |      |
|                    | Équipe  | Pts | J | G | N | P | BP | BC | Diff |
| 1                  | Hongrie | 5   | 3 | 2 | 1 | 0 | 4  | 0  | +4   |
| 2                  | Brésil  | 4   | 3 | 2 | 0 | 1 | 4  | 2  | +2   |
| 3                  | Mexique | 3   | 3 | 1 | 1 | 1 | 3  | 3  | 0    |
| 4                  | Qatar   | 0   | 3 | 0 | 0 | 3 | 2  | 8  | -6   |

| 31 juillet | Brésil  | 2 | 1 | Qatar   |
|            | Hongrie | 0 | 0 | Mexique |
| 2 août     | Mexique | 3 | 1 | Qatar   |
|            | Hongrie | 1 | 0 | Brésil  |
| 4 août     | Hongrie | 3 | 0 | Qatar   |
|            | Brésil  | 2 | 0 | Mexique |

1re journée
| 31 juillet 1985 | Brésil                    | 2 - 1 | Qatar               | Stade de Hongkou, Shanghai                       |                                                  |
| 19:00           | Bismarck 9e · William 58e |       | Adel Al Abdulla 50e | Spectateurs : 30 000 Arbitrage : Chris Bambridge | Spectateurs : 30 000 Arbitrage : Chris Bambridge |
| 19:00           | Rapport                   |       |                     | Spectateurs : 30 000 Arbitrage : Chris Bambridge | Spectateurs : 30 000 Arbitrage : Chris Bambridge |

| 31 juillet 1985 | Hongrie | 0 - 0 | Mexique | Stade de Hongkou, Shanghai                  |                                             |
| 20:45           |         |       |         | Spectateurs : 30 000 Arbitrage : Cui Baoyin | Spectateurs : 30 000 Arbitrage : Cui Baoyin |
| 20:45           | Rapport |       |         | Spectateurs : 30 000 Arbitrage : Cui Baoyin | Spectateurs : 30 000 Arbitrage : Cui Baoyin |

2e journée
| 2 août 1985 | Mexique                             | 3 - 1 | Qatar                  | Stade de Hongkou, Shanghai                             |                                                        |
| 19:00       | Cortes 36e · Ledesma 52e 77e (pen.) |       | Al Mohannadi 5e (pen.) | Spectateurs : 25 000 Arbitrage : Karl-Heinz Tritschler | Spectateurs : 25 000 Arbitrage : Karl-Heinz Tritschler |
| 19:00       | Rapport                             |       |                        | Spectateurs : 25 000 Arbitrage : Karl-Heinz Tritschler | Spectateurs : 25 000 Arbitrage : Karl-Heinz Tritschler |

| 2 août 1985 | Hongrie | 1 - 0 | Brésil    | Stade de Hongkou, Shanghai                       |                                                  |
| 20:45       |         |       | Kanal 55e | Spectateurs : 25 000 Arbitrage : Chris Bambridge | Spectateurs : 25 000 Arbitrage : Chris Bambridge |
| 20:45       | Rapport |       |           | Spectateurs : 25 000 Arbitrage : Chris Bambridge | Spectateurs : 25 000 Arbitrage : Chris Bambridge |

3e journée
| 4 août 1985 | Hongrie                           | 3 - 0 | Qatar | Stade de Hongkou, Shanghai                          |                                                     |
| 19:00       | Huszak 9e · Marik 38e · Kanal 80e |       |       | Spectateurs : 25 000 Arbitrage : Juan Ortube Vargas | Spectateurs : 25 000 Arbitrage : Juan Ortube Vargas |
| 19:00       | Rapport                           |       |       | Spectateurs : 25 000 Arbitrage : Juan Ortube Vargas | Spectateurs : 25 000 Arbitrage : Juan Ortube Vargas |

| 4 août 1985 | Brésil                     | 2 - 0 | Mexique | Stade de Hongkou, Shanghai                             |                                                        |
| 20:45       | William 60e · Mauricio 67e |       |         | Spectateurs : 25 000 Arbitrage : Karl-Heinz Tritschler | Spectateurs : 25 000 Arbitrage : Karl-Heinz Tritschler |
| 20:45       | Rapport                    |       |         | Spectateurs : 25 000 Arbitrage : Karl-Heinz Tritschler | Spectateurs : 25 000 Arbitrage : Karl-Heinz Tritschler |

### Tableau final
|  | Quarts de finale     | Quarts de finale     | Quarts de finale  | Quarts de finale |                      |                      | Demi-finales   | Demi-finales   | Demi-finales                  | Demi-finales                  |                               |                               | Finale          | Finale          | Finale          | Finale          |
|  |                      |                      |                   |                  |                      |                      |                |                |                               |                               |                               |                               |                 |                 |                 |                 |
|  | 7 août- Pekin        | 7 août- Pekin        | 7 août- Pekin     | 7 août- Pekin    |                      |                      | 9 août - Pekin | 9 août - Pekin | 9 août - Pekin                | 9 août - Pekin                |                               |                               | 11 août - Pekin | 11 août - Pekin | 11 août - Pekin | 11 août - Pekin |
|  | 7 août- Pekin        | 7 août- Pekin        | 7 août- Pekin     | 7 août- Pekin    |                      |                      | 9 août - Pekin | 9 août - Pekin | 9 août - Pekin                | 9 août - Pekin                |                               |                               | 11 août - Pekin | 11 août - Pekin | 11 août - Pekin | 11 août - Pekin |
|  | Chine                | Chine                | 2                 | 2                |                      |                      | 9 août - Pekin | 9 août - Pekin | 9 août - Pekin                | 9 août - Pekin                |                               |                               | 11 août - Pekin | 11 août - Pekin | 11 août - Pekin | 11 août - Pekin |
|  | Chine                | Chine                | 2                 | 2                |                      |                      | 9 août - Pekin | 9 août - Pekin | 9 août - Pekin                | 9 août - Pekin                |                               |                               | 11 août - Pekin | 11 août - Pekin | 11 août - Pekin | 11 août - Pekin |
|  | Allemagne de l'Ouest | Allemagne de l'Ouest | 4                 | 4                |                      |                      | 9 août - Pekin | 9 août - Pekin | 9 août - Pekin                | 9 août - Pekin                |                               |                               | 11 août - Pekin | 11 août - Pekin | 11 août - Pekin | 11 août - Pekin |
|  | Allemagne de l'Ouest | Allemagne de l'Ouest | 4                 | 4                | Allemagne de l'Ouest | Allemagne de l'Ouest | 4              | 4              |                               |                               |                               |                               | 11 août - Pekin | 11 août - Pekin | 11 août - Pekin | 11 août - Pekin |
|  | 7 août - Dalian      |                      |                   |                  | Allemagne de l'Ouest | Allemagne de l'Ouest | 4              | 4              |                               |                               |                               |                               | 11 août - Pekin | 11 août - Pekin | 11 août - Pekin | 11 août - Pekin |
|  |                      |                      | Brésil            | Brésil           | 3                    | 3                    |                |                |                               |                               |                               |                               | 11 août - Pekin | 11 août - Pekin | 11 août - Pekin | 11 août - Pekin |
|  | Arabie saoudite      | Arabie saoudite      | Brésil            | Brésil           | 3                    | 3                    | 1              | 1              |                               |                               |                               |                               | 11 août - Pekin | 11 août - Pekin | 11 août - Pekin | 11 août - Pekin |
|  | Arabie saoudite      | Arabie saoudite      | 9 août - Shanghai |                  |                      |                      | 1              | 1              |                               |                               |                               |                               | 11 août - Pekin | 11 août - Pekin | 11 août - Pekin | 11 août - Pekin |
|  | Brésil               | Brésil               | 2                 | 2                |                      |                      |                |                |                               |                               |                               |                               | 11 août - Pekin | 11 août - Pekin | 11 août - Pekin | 11 août - Pekin |
|  | Brésil               | Brésil               | 2                 | 2                | Allemagne de l'Ouest | Allemagne de l'Ouest | 0              | 0              |                               |                               |                               |                               |                 |                 |                 |                 |
|  | 7 août - Tianjin     |                      |                   |                  | Allemagne de l'Ouest | Allemagne de l'Ouest | 0              | 0              |                               |                               |                               |                               |                 |                 |                 |                 |
|  |                      |                      | Nigeria           | Nigeria          | 2                    | 2                    |                |                |                               |                               |                               |                               |                 |                 |                 |                 |
|  | Australie            | Australie            | Nigeria           | Nigeria          | 2                    | 2                    | 0ap (2)        | 0ap (2)        |                               |                               |                               |                               |                 |                 |                 |                 |
|  | Australie            | Australie            |                   |                  |                      |                      |                |                |                               |                               |                               |                               |                 |                 |                 |                 |
|  | Guinée               | Guinée               | 0 tab(4)          | 0 tab(4)         |                      |                      |                |                |                               |                               |                               |                               |                 |                 |                 |                 |
|  | Guinée               | Guinée               | 0 tab(4)          | 0 tab(4)         | Nigeria              | Nigeria              | 1ap (4)        | 1ap (4)        | Match pour la troisième place | Match pour la troisième place | Match pour la troisième place | Match pour la troisième place |                 |                 |                 |                 |
|  | 7 août - Shanghai    |                      |                   |                  | Nigeria              | Nigeria              | 1ap (4)        | 1ap (4)        | Match pour la troisième place | Match pour la troisième place | Match pour la troisième place | Match pour la troisième place |                 |                 |                 |                 |
|  |                      |                      | Guinée            | Guinée           | 1 tab(2)             | 1 tab(2)             |                |                | 11 août - Pekin               | 11 août - Pekin               | 11 août - Pekin               | 11 août - Pekin               |                 |                 |                 |                 |
|  | Hongrie              | Hongrie              | Guinée            | Guinée           | 1 tab(2)             | 1 tab(2)             | 1              | 1              | 11 août - Pekin               | 11 août - Pekin               | 11 août - Pekin               | 11 août - Pekin               |                 |                 |                 |                 |
|  | Hongrie              | Hongrie              |                   |                  |                      |                      |                | 1              |                               |                               | Brésil                        | Brésil                        | 4               | 4               |                 |                 |
|  | Nigeria              | Nigeria              | 3                 | 3                |                      |                      |                |                |                               |                               | Brésil                        | Brésil                        | 4               | 4               |                 |                 |
|  | Nigeria              | Nigeria              | 3                 | 3                | Guinée               | Guinée               | 1              | 1              |                               |                               |                               |                               |                 |                 |                 |                 |
|  |                      |                      |                   |                  |                      |                      |                |                |                               |                               |                               |                               |                 |                 |                 |                 |

#### Quarts de finale
| 7 août 1985 | Chine                             | 2 - 4 | Allemagne de l'Ouest                      | Stade des ouvriers, Beijing                           |                                                       |
| 19:30       | Guo Zhuang 14e · Tu Shengqiao 39e |       | Witeczek 10e 37e 45e · Bi Sheng 35e (csc) | Spectateurs : 80 000 Arbitrage : Arnaldo Cézar Coelho | Spectateurs : 80 000 Arbitrage : Arnaldo Cézar Coelho |
| 19:30       | Rapport                           |       |                                           | Spectateurs : 80 000 Arbitrage : Arnaldo Cézar Coelho | Spectateurs : 80 000 Arbitrage : Arnaldo Cézar Coelho |

| 7 août 1985 | Australie         | 0 - 0 a. p. | Guinée | Tianjin                                        |                                                |
| 19:30       |                   |             |        | Spectateurs : 20 000 Arbitrage : Claudio Pieri | Spectateurs : 20 000 Arbitrage : Claudio Pieri |
| 19:30       | Rapport           |             |        | Spectateurs : 20 000 Arbitrage : Claudio Pieri | Spectateurs : 20 000 Arbitrage : Claudio Pieri |
| 19:30       | Tirs au but 2 - 4 |             |        | Spectateurs : 20 000 Arbitrage : Claudio Pieri | Spectateurs : 20 000 Arbitrage : Claudio Pieri |

| 7 août 1985 | Arabie saoudite      | 1 - 2 | Brésil                 | Dalian                                                 |                                                        |
| 19:30       | Al Razgan 52e (pen.) |       | William 38e 49e (pen.) | Spectateurs : 30 000 Arbitrage : Carlos Alfaro Venegas | Spectateurs : 30 000 Arbitrage : Carlos Alfaro Venegas |
| 19:30       | Rapport              |       |                        | Spectateurs : 30 000 Arbitrage : Carlos Alfaro Venegas | Spectateurs : 30 000 Arbitrage : Carlos Alfaro Venegas |

| 7 août 1985 | Hongrie  | 1 - 3 | Nigeria                      | Stade de Hongkou, Shanghai                       |                                                  |
| 19:30       | Marik 2e |       | Momoh 17e 58e · Igbinoba 60e | Spectateurs : 25 000 Arbitrage : Chris Bambridge | Spectateurs : 25 000 Arbitrage : Chris Bambridge |
| 19:30       | Rapport  |       |                              | Spectateurs : 25 000 Arbitrage : Chris Bambridge | Spectateurs : 25 000 Arbitrage : Chris Bambridge |

#### Demi-finales
| 9 août 1985 | Allemagne de l'Ouest                 | 4 – 3 | Brésil                                       | Stade des ouvriers, Beijing                          |                                                      |
| 19:30       | Witeczek 15e 57e 66e · Konerding 47e |       | Bismarck 6e · Andre Cruz 37e · Rodrigues 70e | Spectateurs : 50 000 Arbitrage : Joaquin Urrea Reyes | Spectateurs : 50 000 Arbitrage : Joaquin Urrea Reyes |

| 9 août 1985 | Nigeria           | 1 – 1 a. p. | Guinée     | Stade de Hongkou, Shanghai                       |                                                  |
| 19:30       | Atere 10e         |             | Soumah 20e | Spectateurs : 30 000 Arbitrage : Carlos Esposito | Spectateurs : 30 000 Arbitrage : Carlos Esposito |
| 19:30       | Tirs au but 4 - 2 |             |            | Spectateurs : 30 000 Arbitrage : Carlos Esposito | Spectateurs : 30 000 Arbitrage : Carlos Esposito |

#### Match pour la troisième place
| 11 août 1985 | Brésil                                                  | 4 – 1 | Guinée    | Stade des ouvriers, Pékin                   |                                             |
| 17:30        | Marques 11e · Mauricio 42e · William 51e · Bismarck 73e |       | Sylla 65e | Spectateurs : 80 000 Arbitrage : Cui Baoyin | Spectateurs : 80 000 Arbitrage : Cui Baoyin |

#### Finale
| 11 août 1985 | Allemagne de l'Ouest | 0 – 2 | Nigeria                     | Stade des ouvriers, Pékin                        |                                                  |
| 19:30        |                      |       | Akpoborie 4e · Igbinoba 79e | Spectateurs : 80 000 Arbitrage : Chris Bambridge | Spectateurs : 80 000 Arbitrage : Chris Bambridge |

## Classement des buteurs
8 buts
- Marcel Witeczek

5 buts
- William

4 buts
- Momoh Billa

3 buts
- Zhuang Guo
- Abdulaziz Al Razgan
- Bismarck
- Victor Igbinoba